# 義大利共和國 (拿破崙時代)
義大利共和國 （義大利語：Repubblica Italiana）是一個短暫存在（1802年－1805年）的共和國。位於北義大利。義大利共和國是法蘭西第一共和國控制下的傀儡國。義大利共和國是奇薩爾皮尼共和國的繼承政權。1805年，義大利共和國被改制為義大利王國。由拿破崙本人擔任国王。